# Respiratoir syncytieel virus
Het respiratoir syncytieel virus (rsv of rs-virus) is een virus dat een van de belangrijkste veroorzakers is van verkoudheid. Voor volwassenen blijft het dan bij verkoudheid, maar vooral bij zeer jonge kinderen kan de verkoudheid overslaan op de lagere luchtwegen. Ook kwetsbare ouderen kunnen ernstig ziek worden van dergelijke luchtweginfecties.
Het virus wijkt af van de meeste virussen door het feit dat het gedurende het leven verschillende ziekte-episoden kan veroorzaken: immuniteit is niet levenslang.
Het rs-virus komt zoveel voor, dat ieder kind er wel een keer mee wordt besmet in de eerste levensjaren. In Nederland veroorzaakt het anno 2020 nauwelijks sterfgevallen, maar wel veel opnames in de kinder-intensive care, vooral in de winter. Wereldwijd is het echter de tweede doodsoorzaak bij jonge kinderen. Alleen malaria veroorzaakt nog meer kindersterfte in ontwikkelingslanden.
Kinderen die op een kinderdagverblijf komen, krijgen een infectie met het rs-virus vaak al in het eerste levensjaar. Het virus wordt overgedragen door direct contact zoals handcontact, knuffelen en inademen van uitgehoeste lucht. Het virus kan ook lange tijd in de lucht blijven rondzweven en zo ingeademd worden. Baby's raken vaak besmet door contact met een volwassene die verkouden is. De symptomen zijn dan vaak hoesten, moeilijker ademhalen en soms lichte koorts. Bij ernstige vormen moet soms enige dagen wat extra zuurstof worden gegeven, waarvoor dan opname in een ziekenhuis noodzakelijk is. Dit treedt op bij ongeveer 1 op de 100 gevallen. In de meeste gevallen is besmetting met het rs-virus niet ernstig en zijn de klachten na ongeveer twee weken verdwenen.

## Verschijnselen
De simpele neusverkoudheid kan omslaan in een rsv-bronchiolitis of rsv-pneumonie (longontsteking). Dit gebeurt vrijwel uitsluitend bij jonge kinderen. Bij bronchiolitis doen de symptomen sterk denken aan peuterastma: een belemmerde en piepende uitademing en/of hoest. Bij pneumonie ontstaat soms ernstige benauwdheid, en er klinkt een gekraak over de longen. Het kind ziet er dan grauw uit, gaat slecht eten en drinken, en is erg snel moe. De aandoening is meestal onschuldig en gaat na enige weken vanzelf over, hoewel de hoest soms lang aanwezig blijft (1–2 maanden). Bij zeer jonge baby's, met name premature zuigelingen, kan de infectie echter ernstig tot zeer ernstig verlopen.

## Risicofactoren en beschermende factoren
Tot de risicogroepen en risicofactoren behoren:
- prematuur geboren kinderen van 35 weken en jonger, die aan het begin van het rs-seizoen jonger zijn dan zes maanden;
- kinderen met bronchopulmonale dysplasie;
- kinderen met een aangeboren hartafwijking;
- kinderen met het syndroom van Down;
- ouderen met een zwakke gezondheid. Dit veroorzaakt soms uitbraken in verzorgings- en verpleeghuizen.

Beschermende factoren:
- Bij kinderen jonger dan 100 dagen die borstvoeding krijgen, heeft de ziekte vaker een milder beloop.[5]

## Seizoenen
In Nederland veroorzaakt het rs-virus vooral in de winter ziekteverschijnselen. In 2021 was er echter halverwege het jaar een uitbraak in het zuidwesten van Nederland. De kinderarts en hoogleraar luchtweginfecties  Louis Bont noemde dit een uitgestelde epidemie en schreef die toe aan de coronacrisis in Nederland. Door de voorzorgsmaatregelen was er minder gelegenheid om virusinfecties op te lopen, maar daardoor bouwden mensen ook geen immuniteit op.

## Preventie
Rsv is een veelvoorkomend en uiterst besmettelijk virus. Het infectierisico is te beperken met een aantal hygiënische regels:
- De handen regelmatig wassen.
- Wegwerpmateriaal gebruiken, zoals papieren wegwerpzakdoekjes, omdat het virus op sommige voorwerpen uren kan overleven.
- De mond of neus afschermen bij het hoesten of niezen.
- Ventilatie en/of luchtreiniging inzetten, bijvoorbeeld met HEPA-filters. Deze kunnen kleine partikels uit de lucht filteren die het virus met zich meevoeren.

## Medicijn
Voor de risicogroepen is er een preventief medicijn beschikbaar, bestaande uit monoklonale specifieke antistoffen: palivizumab (Synagis). Dit wordt gedurende het rs-seizoen dan iedere maand gegeven, zo mogelijk al een maand voor het begin van het rs-seizoen. Bij kinderen die de infectie al hebben is de werkzaamheid niet bewezen. Omdat het een erg duur medicijn is (2006: per dosis 600 à 1000 euro, afhankelijk van het lichaamsgewicht) worden alleen kinderen uit de risicogroepen ermee behandeld, en alleen op voorschrift van een kinderarts. Het is nog niet gelukt een vaccin te maken voor het rs-virus, hoewel verscheidene teams aan een vaccin werken. Er zijn aanwijzingen dat een rs-vaccin ook zou helpen bij het voorkomen van middenoorinfecties. Janssen Biologics heeft anno 2020 een kandidaat-vaccin dat ingebracht moet worden door een verzwakt adenovirus, dat zich niet kan vermenigvuldigen.
Er is onderzoek gedaan naar behandeling met ribavirine, (merknaam Rebetol). Daaruit is gebleken dat dit middel in de praktijk niet voor deze indicatie werkzaam is. Het wordt enkel in ernstige gevallen gegeven. Het betreft overigens off-label gebruik, in de vigerende goedgekeurde productinformatie zoals goedgekeurd door de EMA staat de indicatie rs-virus niet geregistreerd (2009).
Anno 2020 is er onderzoek gaande dat hoop biedt op een middel dat maandenlang bescherming kan bieden, doordat het antistoffen bevat die een halfwaardetijd ongeveer honderd dagen hebben.